# آب‌سنگ حلقوی آیلینگ‌لاپ‌لاپ
آب‌سنگ حلقوی آیلینگ‌لاپ‌لاپ (به لاتین: Ailinglaplap Atoll) یک آب‌سنگ حلقوی و تقسیمات کشوری در جزایر مارشال است که در جزایر مارشال واقع شده‌است. آب‌سنگ حلقوی آیلینگ‌لاپ‌لاپ ۱٬۷۲۹ نفر جمعیت دارد و ۳ متر بالاتر از سطح دریا واقع شده‌است.